# Austin A70
Les Austin A70 Hampshire, puis A70 Hereford après 1950, sont des voitures produites par Austin en Grande-Bretagne entre 1948 et 1954. Remplaçant la 16 hp, le modèle partage des ressemblances avec les plus petites A40 Devon et A40 Somerset, datant de la même époque. 85 682 exemplaires furent construits.

## A70 Hampshire
La première génération d'A70 était disponible en berline Hampshire 4-portes, mais aussi dans certaines versions break et pick-up comme les A70 Countryman et les A70 Pick-up, respectivement. Le quatre cylindres de 2,2 L (2 199 cm3)  culbuté, hérité de l'Austin 16 hp, y délivrait la même puissance de 68 ch (50 kW). La nouvelle voiture était néanmoins plus légère et possédait ainsi de meilleures performances, passant de 0 à 80 km/h en 14,5 secondes et capable d'une vitesse de 134 km/h en pointe.
La production du modèle se termine en 1950, après 35 261 exemplaires construits. Il s'affichait cette année-là au Royaume-Uni à un prix de 648 £, chauffage compris.

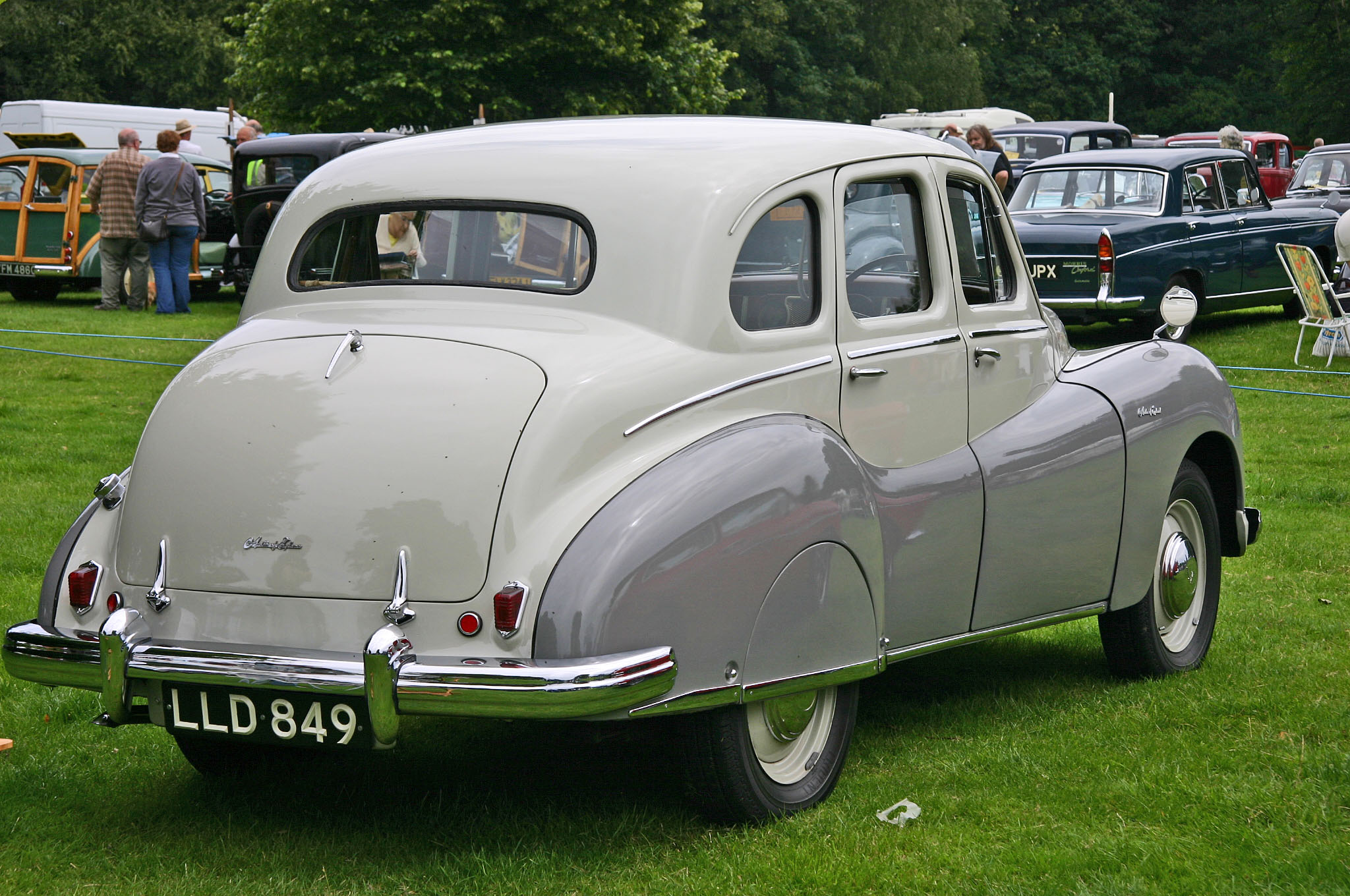
Austin A70 Hampshire 1948-50
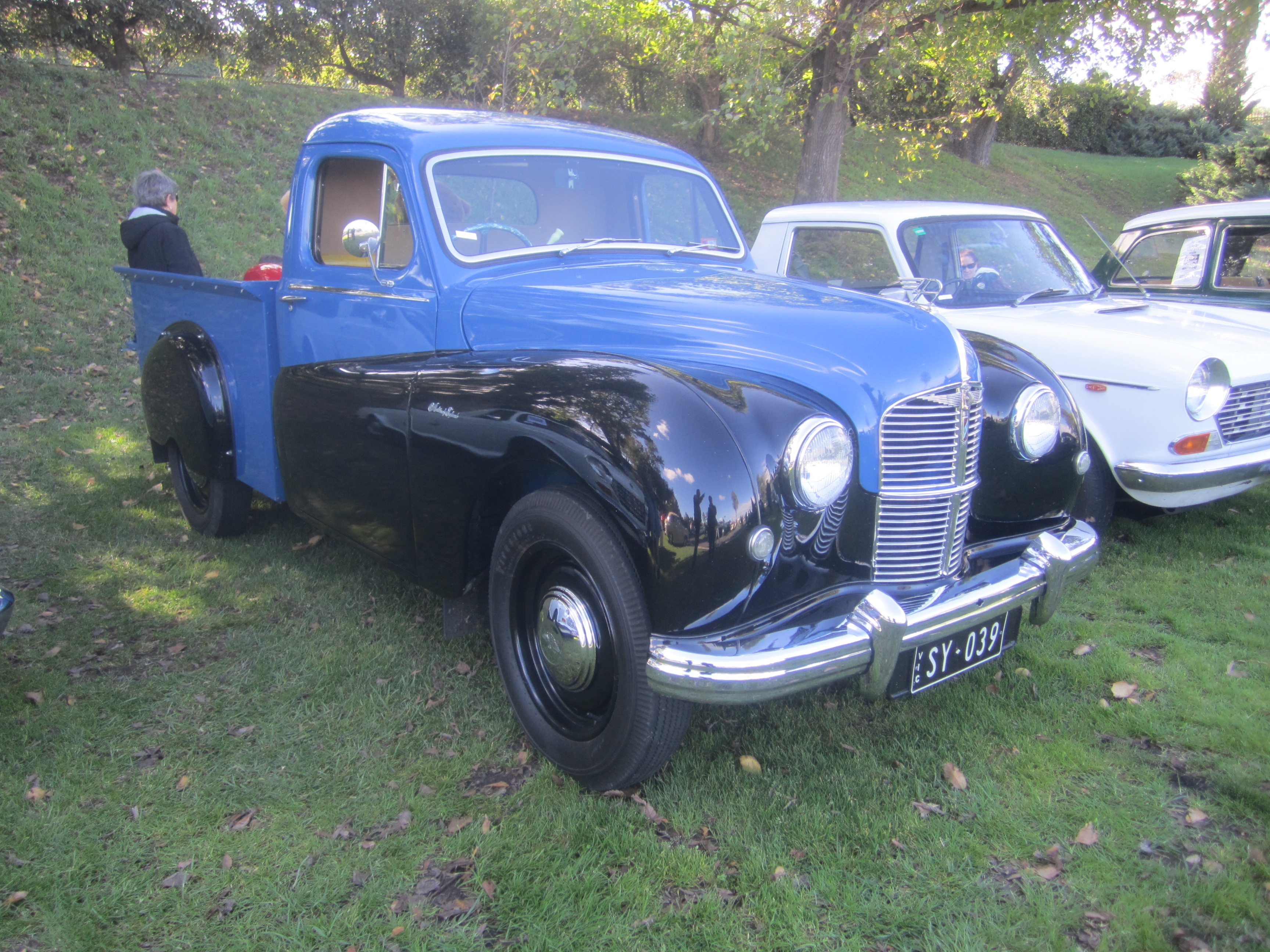
Austin A70 Pick-up

## A70 Hereford
L'A70 Hereford remplaça la Hampshire en 1950 ; elle est plus large et légèrement plus longue, avec un empattement rallongé de 76 mm, et adopte un système de freinage hydraulique. Un coupé 2 portes décapotable, créé par Carbodies, fut aussi ajouté à la gamme. Le nouveau modèle partage ses portières avec la plus petite A40 Somerset.

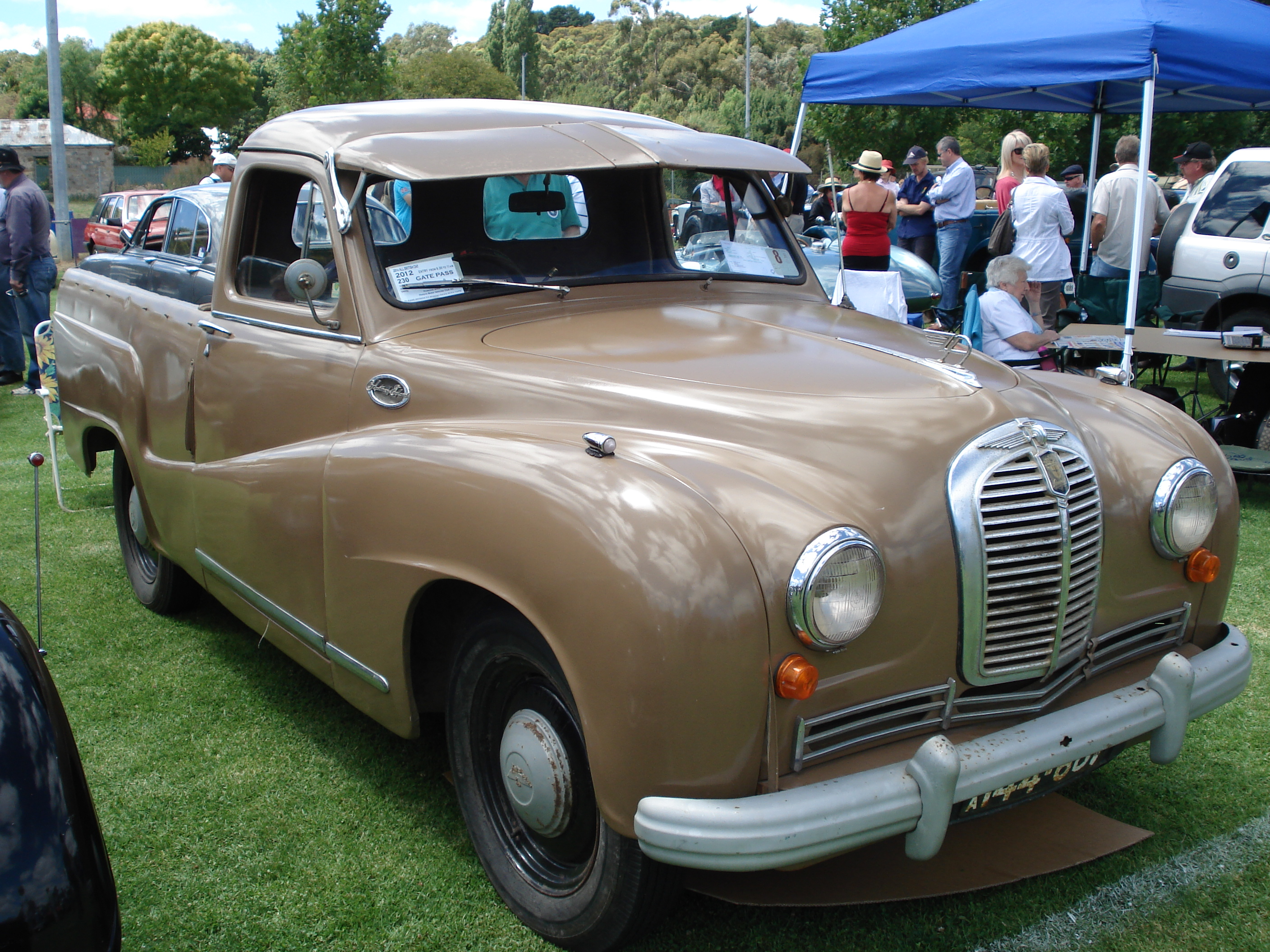
Une Austin A70 Pick-up de 1954

Le véhicule conserve le moteur 4 cylindres de sa devancière. Les performances étaient suffisantes pour les normes de l'époque, mais la voiture ne fut pas jugée très silencieuse, comme l'atteste l'essai du magazine Autocar l'année de sa sortie : ce dernier fait état "d'une légère vibration aux environs de 60 km/h lors des dépassements". Sur le plan de l'équipement, Austin avait pris de l'avance après-guerre en dotant ses véhicules du chauffage de série, et la Hereford recevait ainsi "la dernière installation d'air frais Smiths". L'essayeur du journal trouva cependant le système de chauffage, tout comme le moteur et les essuie-glaces, "plutôt bruyants en fonctionnement".
Le modèle connut peu de succès. Seuls 50 421 exemplaires furent produits jusqu'à son remplacement par l'A90 Westminster, en 1954. À noter, l'existence (comme sur la Hampshire) de rares variantes break et pick-up, partageant la même plate-forme ; cependant, contrairement à sa version précédente, le pick-up Hereford disposait d'une benne intégralement carénée, intégrée au reste de la carrosserie. L'intérieur était identique à la berline, avec une grande banquette avec séparation et des compteurs placés au centre du tableau de bord afin de faciliter la production en conduite à droite comme à gauche.
Une A70 testée par le magazine britannique The Motor en 1951 atteignit une vitesse de pointe de 130 km/h et une accélération de 0 à 97 km/h en 21,4 secondes. La consommation de carburant s'établit à 12,9 L/100 km. Le véhicule de l'essai coûtait 911 £ de l'époque, toutes taxes comprises.